# Talledega
Talledega là một chi bướm đêm thuộc họ Geometridae.